# 대나물
대나물(문화어: 마디나물)은 석죽과에 속하는 여러해살이풀이다. 한국·중국 등지에 주로 분포한다.

## 생태
높이는 50-100cm이며 전체에 털이 없고 줄기는 곧게 서며 윗부분에서 가지가 많이 갈라진다. 잎은 마주나고 바소꼴이며 3줄의 맥이 있고 길이는 7cm 내외이다. 꽃은 소형이고 4-10mm 정도의 꽃자루가 있으며 6-7월에 백색으로 피며 원추꽃차례로 가지 끝에 핀다. 꽃잎은 5조각이고 긴 타원형이며 화조(花爪)가 있다. 수술은 10개이고 암술대는 2개이다. 삭과는 둥글며 4개로 벌어진다.

## 쓰임새
꽃을 보려고 심어 기르며 어린잎을 나물로 먹고 뿌리는 거담제로 이용한다.

## 사진

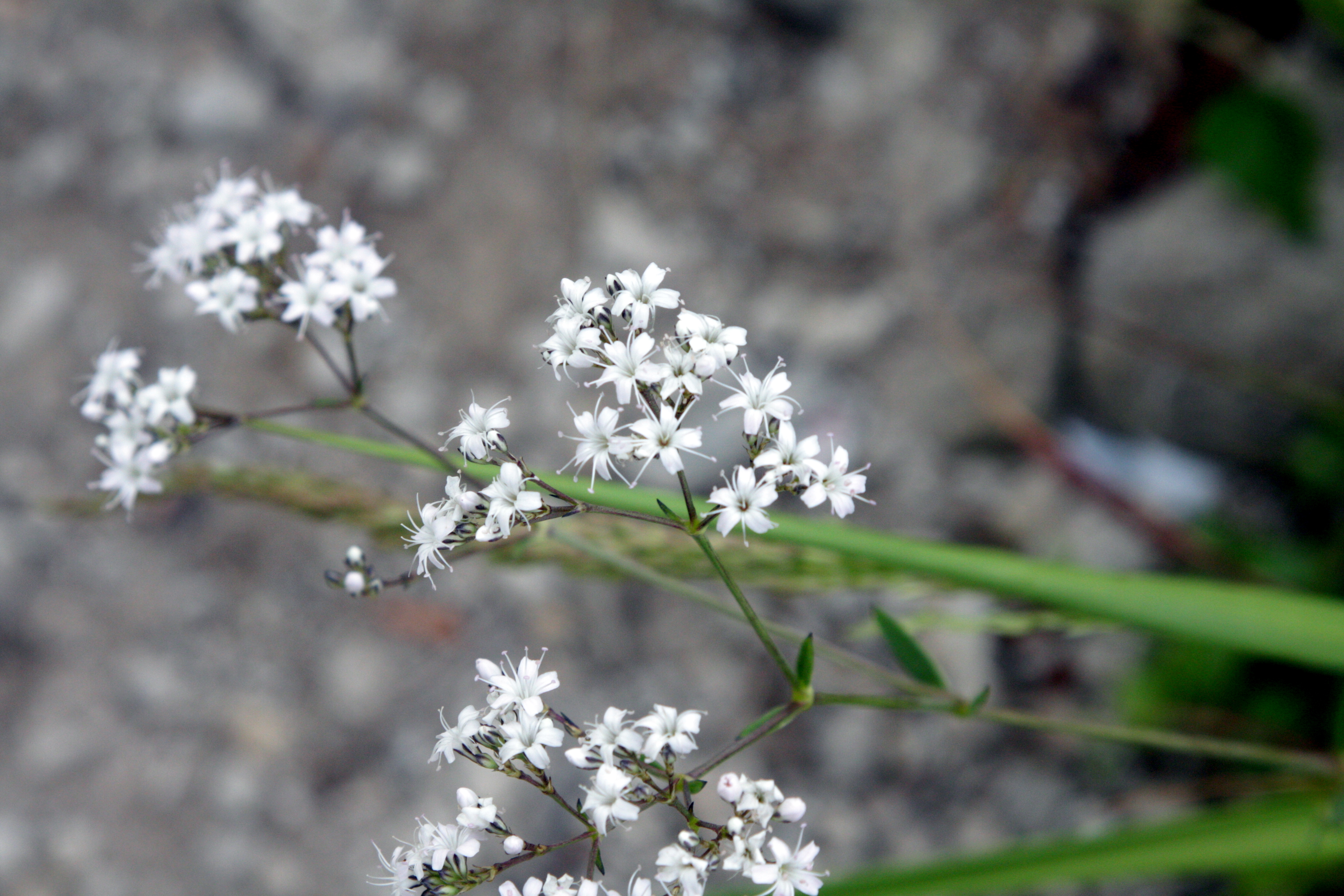
꽃
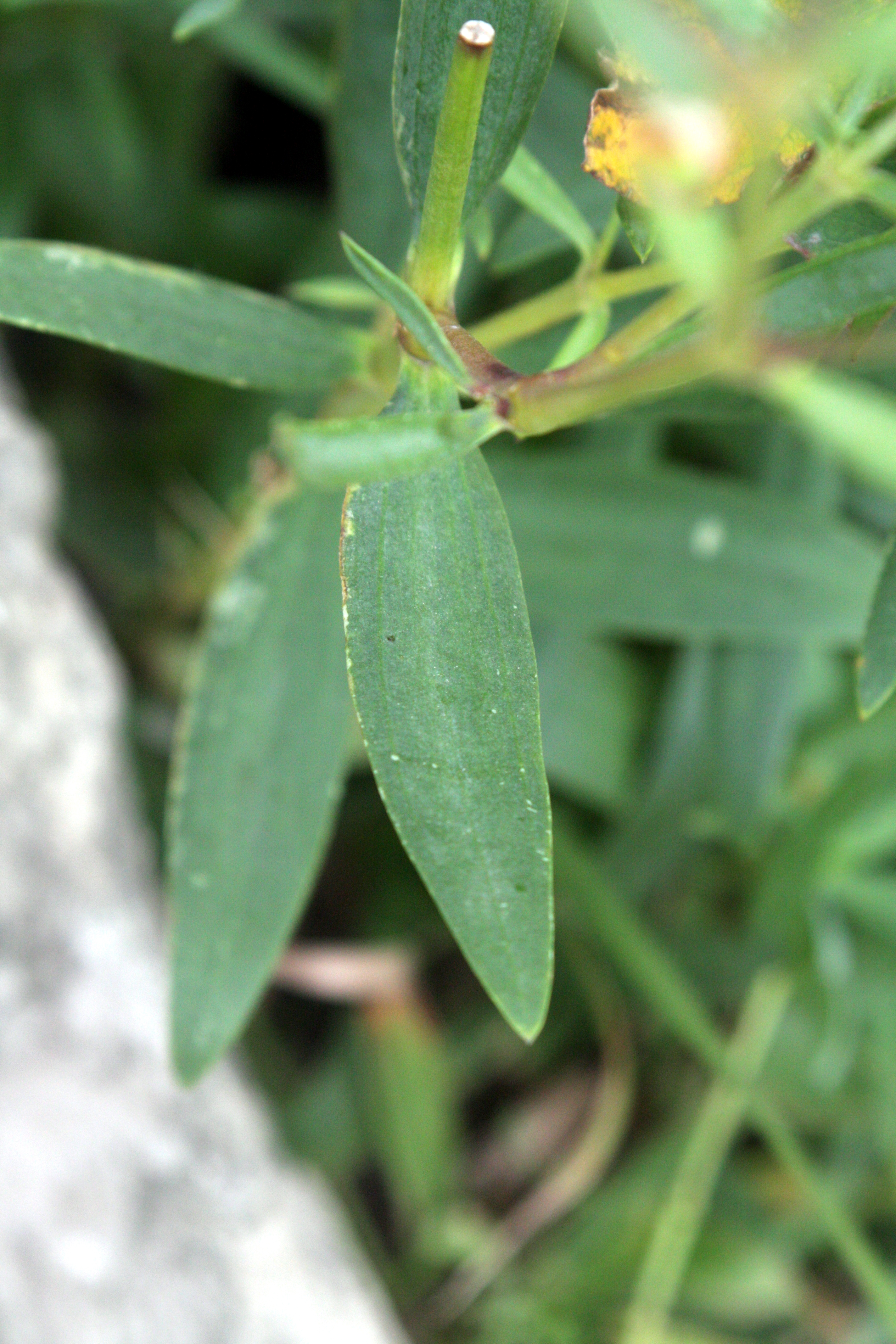
잎

## 참고 문헌
- 이 문서에는 다음커뮤니케이션(현 카카오)에서 GFDL 또는 CC-SA 라이선스로 배포한 글로벌 세계대백과사전의 내용을 기초로 작성된 글이 포함되어 있습니다.